# Sensibilidad (biología)
La sensibilidad (del latín sensibilĭtas, sensibilitātis) es la facultad de un ser vivo (sintiente) de percibir estímulos externos e internos a través de los sentidos. En fisiología, es la función del sistema nervioso que permite detectar a través de los órganos sensoriales las variaciones físicas o químicas que provienen del interior del individuo o de su medio externo. La sensibilidad se hace consciente en el cerebro como experiencia subjetiva.
Los sentidos nos informan del estado de las cosas que nos rodean y cada uno es selectivo respecto a la clase de información que proporciona: el ojo, la piel y el oído ofrecen información temporal y espacial en sus tres dimensiones; el olfato y el gusto, en cambio, son sentidos químicos que proporcionan información sobre la composición de la materia volátil o soluble. El tacto es el más generalizado y comprende: la sensibilidad cutánea (sensibilidad al dolor, la presión o la temperatura), la cinestesia (sensibilidad originada en músculos, articulaciones o tendones, informa sobre el movimiento del cuerpo), orgánica (sensibilidad en los órganos internos) y laberíntica (la relacionada con el equilibrio).
Las numerosas modalidades de la sensibilidad se dividen en:
- Sensibilidad exteroceptiva o superficial (recoge las sensaciones externas)
- Sensibilidad interoceptiva (recoge las de los órganos internos)
- Sensibilidad propioceptiva (informa sobre los miembros, actitudes y movimientos corporales)

Las impresiones y estímulos percibidos pueden tener varias dimensiones: de cualidad, intensidad, extensión y duración. Durante los tres primeros meses de vida prevalece en el bebé la sensibilidad interoceptiva, al sentir hambre y sed. En los humanos, es a partir del cuarto mes cuando el bebé comienza a distinguir las sensaciones corporales de las que provienen del exterior, iniciándose así la toma de conciencia de su propia individualidad.
La característica principal de la sensibilidad celular es que tiene la capacidad de percibir estímulos.